# روضان بهية
روضان بهية وهو الاسم الفني للخطاط والمزخرف والمصمم العراقي عبد الرضا بهية داوود، من مواليد بغداد 1952. يشغل منصب رئيس جمعية الخطاطين العراقيين منذ العام 2006 ولغاية 2023، وهو عضوٌ في هيأة تحكيم المسابقة الدولية لفن الخط في مركز الأبحاث للتاريخ والفنون والثقافة الإسلامية إرسيكا في مدينة استانبول بتركيا. خطَّ القرآن الكريم بخطي الثلث والنسخ بتكليف من مؤسسة ناظم رمزي للتصميم والطباعة في العاصمة البريطانية لندن والذي تم إنجازه سنة 1993، وعضو لجنة تحكيم ملتقى رمضان لخط القرآن الكريم الذي تقيمه وزارة الثقافة والشباب وتنمية المجتمع في مدينة دبي منذ العام 2009. له أعمال خطية شاخصة استخدمت في عمارة العتبات المقدسة في العراق في كل من العتبة العلوية والحسينية والعباسية والكاظمية والعسكرية ومرقد سيد محمد في بلد والقاسم بن الكاظم في الحلة ومسجد السهلة في الكوفة، وكذلك في مرقد السيدة زينب في العاصمة السورية دمشق. أجازه الخطاط مهدي الجبوري بإجازة الخط العربي وتتلمذ على الخطاط سلمان إبراهيم العيسى أول رئيس لجمعية الخطاطين العراقيين عام 1974. شغل رئاسة قسم الخط العربي والزخرفة في كلية الفنون الجميلة بجامعة بغداد وعمل استاذاً في نفس الكلية في مادتي الخط العربي والزخرفة والتصميم لحين تقاعده عام 2017.

## بواكير السيرة الخطية
تأثر روضان بهية، حاله كحال الكثير من خطاطي جيله، بالخطاط هاشم محمد البغدادي من خلال كراس الخط العربي الذي أصدره عام 1961، وأخذ يقلد الخطوط التي تضمنها الكراس ويواظب على التمرين لكن من دون أستاذ، وفي عام 1972 التحق للدراسة في قسم الفنون التشكيلية - أكاديمية الفنون الجميلة بجامعة بغداد، وكان من المقرر أن يتولى الخطاط هاشم البغدادي تدريس دورته لمادة الخط العربي في السنة التالية، وتحديدا في 1 آيار 1973، وفعلاً حضر البغدادي برفقة اسماعيل الشيخلي رئيس قسم الفنون التشكيلية بتأريخ 24 نيسان 1973 إلى قاعة الدرس ليتعرف عن كثب على طلابه الجدد ولكنَّ المنية وافت البغدادي بتأريخ 30 نيسان 1973 ولم يُكتب له تقديم محاضراته، مما حدا بالقسم تقديم بديل عنه وهو الخطاط سلمان إبراهيم العيسى والذي كان له كبير الأثر في تشكيل وصياغة التجربة الخطية لروضان بهية.

## المسيرة الفنية
في عام 1973 قدم طلبة المرحلة الثانية في أكاديمية الفنون الجميلة نماذج من أسمائهم بالخط الكوفي كنوع من التمرين ليعرف الاستاذ سلمان الخطاط مستوى طلبته في هذا المضمار وتميز خط روضان بهية من بين الخطوط، مما دعا استاذه لأن يقرِّبه لديه ووفر له فرصة عمل بعد دوام الأكاديمية في محترفه ببغداد قرب مبنى الإذاعة والتلفزيون في منطقة الصالحية، وكان العمل لدى استاذه منطلقاً لمعرفة اسرار تكوين اللوحات الخطية وزخرفتها وتشكيل الخطوط وتركيب الكتلة الخطية خصوصاً في خط الثلث، وكان المشغل قد وفّر فرصة أخرى لروضان بهية وهي تردد الكثير من الخطاطين البغداديين المَهَرَة الذين كانوا يُصَوِّبون لوحاته الخطية ما أسفر عن صقل موهبته وتقويمها، ومن هؤلاء الخطاطين الذين كانوا يترددون على محترف سلمان الخطاط لغرض الاجتماع لتأسيس جمعية الخطاطين العراقيين، هم كل من مهدي الجبوري ومحمد حسن البلداوي وغالب صبري الهلالي وثابت منير فتيح وإحسان إبراهيم أدهم وصادق الدوري وعادل الهادي الحسني وصلاح الدين شيرزاد، وفعلا تأسست الجمعية بتأريخ 24 تشرين الأول 1974وكان أول رئيس لها هو سلمان إبراهيم العيسى الخطاط.
بعد إكماله للدراسة في أكاديمية الفنون الجميلة عام 1976، وانقضاء الخدمة الإلزامية في العسكرية عام 1978، تعيّن روضان بهية بوظيفة مدرس للخط العربي في معهد الحِرَف والصناعات الشعبية التابع لدار التراث الشعبي في وزارة الثقافة والفنون العراقية آنذاك. وفي عام 1989 حصل روضان بهية على شهادة الماجستير بتقدير امتياز عن اطروحته الموسومة الأسس الفنية للزخارف الجدارية في المدرسة المستنصرية، وفي عام 1990 نقل ملاكه الوظيفي من معهد الحرف والصناعات الشعبية إلى ملاك وزارة التعليم العالي والبحث العلمي، وفي عام 1998 حصل على شهادة الدكتوراه باشراف استاذه سلمان إبراهيم العيسى الخطاط وبتقدير امتياز عن رسالته الموسومة بناء قواعد لدلالات المضمون في التكوينات الخطية، وبعد وفاة استاذه عام 2001، كان آخر عمل قدمه روضان بهية للأستاذ هو خط شاهد قبره تكريماً له.

## الجوائز والتكريم والدكتوراه الفخرية
- 1979: جائزة أفضل ملصق خاص بدائرة التراث الشعبي / وزارة الثقافة والإعلام.
- 1986: الجائزة الأولى في مهرجان بغداد العالمي الأول للخط العربي والزخرفة.
- 1986: جائزة أفضل تصميم لملصق وشعار مهرجان بغداد العالمي الأول للخط العربي والزخرفة بعد إجراء مسابقة لهذا الغرض.
- 1989: جائزة مسابقة الجامعة للخط العربي (تصميم لوكو جريدة الجامعة / وزارة التعليم العالي والبحث العلمي).
- 1993: جائزة الكوفة في الدورة الثانية لمهرجان بغداد العالمي للخط العربي والزخرفة.
- 1995: جائزة الكوفة في الدورة الثالثة لمهرجان بغداد العالمي للخط العربي والزخرفة.
- 1997: الجائزة التشجيعية للشباب من وزارة الثقافة والإعلام في العراق.
- 1998: جائزة الإبداع من وزارة الثقافة والإعلام في العراق.
- 2001: جائزة معرض الكوثر الأول للخط العربي والزخرفة.
- 2002: تكريم جمعية الخطاطين العراقيين كخطاط رائد.
- 2003: تكريم ملتقى الشارقة الدولي لفن الخط العربي والزخرفة كخطاط من العراق.
- 2004: تكريم بلدية مدينة سانت أنجلو بإيطاليا بمناسبة إقامة معرضين للخط العربي والزخرفة الإسلامية تحت عنوان (نسمات من بغداد).
- 2004: جائزة أفضل تصميم لشعار وزارة التعليم العالي والبحث العلمي.
- 2008: جائزة ملتقى الشارقة لفن الخط العربي للتيارات المعاصرة.
- 2011: جائزة الإبداع من وزارة الثقافة العراقية في ميدان الخط العربي لأفضل مشروع فني لعام 2011.
- تكريم وزارة الثقافة المصرية في الملتقى الدولي الأول للخط العربي سنة 2015.
- تكريم وزارة الأوقاف والشؤون الإسلامية في دولة الكويت في معرض رحلة المصحف الشريف سنة 2015.
- 2016: (15 شباط) تقلدت (وسام المبدعين) من قبل (رابطة المبدعين للفنون الجميلة) وبرعاية وزارة الثقافة العراقية.
- تكريم الاتحاد العام للأدباء والكتاب في العراق ضمن فعاليات (ملتقى الخميس الإبداعي) بتأريخ 11 / 1 / 2018 بلوح الجواهري.
- 2018: شهادة تكريم من مركز دبي لفن الخط العربي لمساهمتي في إلقاء بحث ضمن فعاليات معرض الرقاع والتواقيع.
- 2018: منح دكتوراه فخرية من المركز الثقافي الألماني الدولي (IGCC).

## دراسة عنه
البنية التعبيرية في نتاجات الخطاط روضان بهية: للباحثَين علي عبد الحسين الشديدي ومحمد راضي غضب، الناشر جامعة بابل كلية الفنون الجميلة